# Abd-al-Aziz ibn Saüd
Abd-al-Aziz ibn Abd-ar-Rahman ibn Fàysal Al Saüd (àrab: عبد العزيز بن عبد الرحمن بن فيصل آل سعود, ʿAbd al-ʿAzīz b. ʿAbd ar-Raḥmān b. Fayṣal Āl Saʿūd), també conegut, abreujadament, com Abd-al-Aziz ibn Saüd o, senzillament, Ibn Saüd (Riad, 26 de novembre de 1880 (?)-Taif, 9 de novembre de 1953) fou el primer rei de l'Aràbia Saudita des del 22 de setembre de 1932 fins a la seva mort i és considerat el fundador del modern estat saudita.

## Orígens
Pertanyent a la família dels Al Saüd, tradicionals senyors del Najd i de la ciutat de Riad, va haver d'exiliar-se amb la seva família a Kuwait on va passar part de la seva adolescència.
La primavera de 1901 va reunir, amb el suport de diverses tribus àrabs, una expedició que va penetrar en territori sota ocupació de l'Imperi Otomà, amb la intenció de recuperar les terres d'origen de la seva família. En finalitzar el ramadà, que va provocar la dissolució de la major part de la tropa, va atacar amb únicament una vintena d'homes la capital Riad la nit del 15 de gener de 1902 i va aconseguir matar-ne el governador de la família rival raixidita. El lideratge d'Ibn Saud va aconseguir llavors l'adhesió de nombrosos fidels a la seva causa amb els quals va poder conquerir definitivament la ciutat.

## Sultà del Najd
Progressivament i amb el suport de la milícia dels Al-Ikhwan, Ibn Saüd va consolidar els territoris entorn de la regió del Najd, en disputa amb els partidaris dels Al Raixid, aliat dels otomans, i gràcies al suport britànic que, no obstant això, va derivar en un protectorat des de 1915, durant la Primera Guerra Mundial. El 1922 va aconseguir derrotar definitivament els Al Raixid de manera que les seves possessions es van duplicar.
Després d'alguns incidents a la frontera entre Iraq i Nedjd, la Gran Bretanya, com a potència que exercia el mandat sobre Iraq, va proposar un tractat per definir les fronteres i evitar futurs incidents i les parts es van reunir a Muhammara i van signar un acord el 4 de maig de 1922, però Ibn Saud va refusar la seva ratificació al·legant que els seus delegats havien sobrepassat les seves instruccions. La conferència entre Ibn Saud i els britànics a al-Ukayr el 2 de desembre de 1922 va portar finalment a un protocol annex al tractat d'al-Ukayr que establia les fronteres entre Iraq i el Nedjd de manera que fos acceptable pel sultà saudita. Al mateix temps es va establir un acord que definia les fronteres entre Kuwait i el Nedjd. Així van néixer la zona neutral Iraq-Aràbia Saudita i la Zona neutral Kuwait-Aràbia Saudita en la qual els governs interessats tenien idèntics drets; es tractava d'establir unes zones comunes però sense població permanent on els nòmades i el bestiar podien creuar sense trobar fronteres com havien fet des de feia segles. El 1925 va conquerir la ciutat de la Meca acabant amb gairebé 700 anys de dominació haiximita dels sants llocs de l'islam.

## Rei del Hijaz
El 8 de gener de 1926 és proclamat rei del Hijaz. El 20 de maig de 1927, pel Tractat de Jiddah, els britànics reconegueren la seva sobirania independent sobre els territoris de Najd, a l'est, i del Hijaz, a l'oest.
En el període de 1927 a 1932, Ibn Saüd va estendre el seu govern sobre cada vegada més territoris de la Península fins que va culminar la seva pràctica total dominació.

## Rei de l'Aràbia Saudita
Decidit a unificar les seves possessions, el 22 de setembre de 1932 s'autoproclamà rei de l'Aràbia Saudita amb el suport del govern britànic. A partir de 1938 es descobreixen en terres saudites jaciments colossals de petroli que són objecte d'acords preferents amb companyies petrolieres, principalment dels EUA, que contribueixen a l'enriquiment directe de la Casa de Saüd.
Tot i les relacions estretes amb les potències aliades, l'Aràbia Saudita va mantenir una posició neutral durant la Segona Guerra Mundial i va prendre partit per la causa àrab durant la Guerra d'Independència d'Israel de 1948.